# Charitopus tassiliensis
Charitopus tassiliensis är en stekelart som beskrevs av Trjapitzin 1989. Charitopus tassiliensis ingår i släktet Charitopus och familjen sköldlussteklar. Inga underarter finns listade i Catalogue of Life.